# San Pedro, Laguna

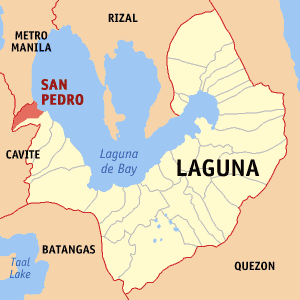
Bản đồ Laguna với vị trí của San Pedro

San Pedro là 1 đô thị hạng 1 ở tỉnh of Laguna, Philippines. Đây là một trong các cửa ngõ vào Manila. Theo điều tra dân số năm 2007 của Philipin, đô thị này có dân số 281.808 người.

## Các đơn vị hành chính
San Pedro được chia ra thành nhiều barangay.
- Bagong Silang
- Calendola
- Chrysanthemum Village
- Cuyab
- Estrella
- G.S.I.S.
- Landayan
- Langgam
- Laram
- Magsaysay
- Narra
- Nueva
- Poblacion
- Riverside
- Rosario Complex
- Sampaguita Village
- San Antonio
- San Roque
- San Vicente
- Santo Niño
- United Bayanihan
- United Better Living